# حاتم محمد
حاتم محمد سكر (من مواليد 1 يناير 2001، بمدينة القاهرة في مصر)، هو لاعب كرة قدم دولي مصري، يلعب في مركز الجناح الأيمن مع نادي الزمالك في الدوري المصري الممتاز ومنتخب مصر.